# Sonic Flower Groove
Sonic Flower Groove fue el primer álbum de estudio de la banda Primal Scream. Lanzado a la venta en 1987, este disco mezcla melodías psicodélicas con ritmos pop.
El disco no tuvo gran transcendencia en el panorama musical. La decepción de este disco hizo que Bobby Gillespie, Andrew Innes y Robert 'Throb' Young decidieran reorganizar la banda.
Mayo Thompson de Red Crayola fue el productor de este disco.

## Lista de canciones
1. "Gentle Tuesday" – 3:49
2. "Treasure Trip" – 3:15
3. "May the Sun Shine Bright for You" – 2:41
4. "Sonic Sister Love" – 2:36
5. "Silent Spring" – 3:52
6. "Imperial" – 3:38
7. "Love You" – 4:45
8. "Leaves" – 3:32
9. "Aftermath" – 2:47
10. "We Go Down Slowly Rising" – 3:23

Todas las canciones escritas por Bobby Gillespie y Jim Beattie.